# 中部运河 (比利时)
中部运河（法語：Canal du Centre，法語發音：[kanal dy sɑ̃tʁ]），又称中央运河，是比利时埃諾省中部地区的一条运河，全长20.9千米，分别在瑟内夫和尼米连接沙勒罗瓦—布鲁塞尔运河和尼米—布拉通—佩罗讷运河。